# Nicholas Stone
Nicholas Stone (1586/87-24 de agosto de 1647) fue un escultor y arquitecto inglés . En 1619 fue nombrado maestro constructor de Jacobo I y en 1626 de Carlos I. 
Durante su carrera fue el arquitecto responsable de la construcción no sólo de la Banqueting House-Whitehall de Íñigo Jones, sino también de la ejecución de los vanguardistas monumentos funerarios para algunos de los más prominentes personajes de su época. Como arquitecto trabajó en el estilo barroco, proporcionando a Inglaterra algunos de sus ejemplos más tempranos de este estilo, que fue empleado en dicho país durante apenas sesenta años, y sólo fugazmente.

## Edad temprana
Nicholas Stone nació en 1586, hijo de un cantero de  Woodbury, cerca de Exeter. Fue aprendiz primero de Isaac James, un maestro albañil de Londres de origen neerlandés que trabajó en Southwark, Londres. Cuando el escultor Hendrik de Keyser (1567-1621), maestro albañil en la Ciudad de Ámsterdam, visitó Londres en 1606, Stone se presentó a él y fue contratado para trabajar para él en Holanda, donde se casó con la hija de Keyser y trabajó con su hijo Pieter. Se cree que Stone  participó en la ejecución del pórtico de la Westerkerk en Ámsterdam. En 1613 regresó a Londres con Bernard Janssens, un condiscípulo de Keyser, y se estableció en Long Acre, St Martin-in-the-Fields, donde inició su labor y sus talleres y pronto se convirtió en el principal escultor inglés de monumentos funerarios .

## Obras
. El sencillo monumento de Stone para Sir Edmund Paston (fallecido en 1633), sin la efigie y el escudo de armas, se emplaza junto al de su esposa. Oxnead fue despojada de sus tesoros, vendida y totalmente demolida, pero en 1809 su arrendatario a largo plazo, John Adey Repton, realizó un dibujo aproximado de su posible aspecto, basándose en los cimientos y los recuerdos de los habitantes locales, que fue reproducido ilustrando la obra Antigüedades Arquitectónicas de Gran Bretaña de WH Bartlett y John Britten, 1809, a partir de la página  98 su vista se centró en las terrazas de los parterres, en el más bajo de los cuales, dice, estaba la fuente de dos niveles, de dos rollos opuestos audazmente apoyando una cubeta poco profunda reconstruido tras la venta de Oxnead en la casa rival de Norfolk, Blickling Hall. El dibujo de Repton mostraba la banqueting house construida como un ala; su estilo era tan avanzado para la década de 1630 que el joven Repton concluyó que debía haber sido "levantada por el primer conde de Yarmouth para recibir al rey Carlos II y su séquito, que visitaron Oxnead en 1676; se trataba de un edificio alto, con ventanas de guillotina, llamada la habitación de banquetes. Por debajo de esto había una sala abovedada , que fue llamada la habitación Frisketting , probablemente de la italiana "Frescati", una gruta fresca."  El dibujo de Repton muestra un edificio de tres tramos articulados por un orden gigante, con grandes ventanas rectangulares sobre las ventanas del sótano y ventanas ovaladas, recordadas por la población local, en un altillo de la parte superior. Stone endosó al conjunto una magnífica chimenea que costó 80 £ y otra para la casa de los banquetes, un balcón con dos puertas enmarcadas y un arquitrabe en piedra de Portland, un "copper branch"—probablemente un candelabro de bronce fundido—  de 166 libras, y un escudo de armas de los Paston. Había muchos muebles de diversos tallados, marcos y soportes para las tablas, balaustradas y adoquines, y los bustos de Marco Aurelio y Faustina. Para los jardines preparó figuras de Venus y Cupido, Júpiter, Flora, y, para guardar la puerta frontal del jardín, una figura grande de Cerbero en un pedestal, desaparecidos, pero el Hercules de  Stone —y quizás otros— se conservan en los jardines de Blickling. En el jardín, Stone levantó una gran pérgola de hierro pintada de verde, coronada por ocho esferas doradas. En 1638, envió a su hijo, Nicholas Stone el joven, a Italia, de donde regresó tras construir una casa de jardín en terraza en la Villa Ludovisi, Roma, "para Mr Paston", y mármoles , libros de arquitectura ( de Vignola, Vitruvio, y Maggi Le fontane di Roma), y modelos de yeso enviados a casa desde  Livorno. Con el inicio de la Guerra Civil Inglesa, los encargos de Sir William cesaron repentinamente en 1642; cinco años después, su cuenta pendiente fue cerrada con 24 £.

## Christopher Hatton en el Kirby Hall
Christopher Hatton estaba reconstruyendo el Kirby Hall en la misma década. Para él Stone preparó "seis cabezas de Emperadores,  con sus pedestales en molde de yeso, moldeado a partir de los originales de la Antigüedad" ( 7 £ 10 s), una  "cabeza de Apolo, finamente tallada en piedra de Portland, casi de doble tamaño que el natural" y "una cabeza tallada en piedra de Marco Aurelio" que aún se conserva situada en el frente norte por encima de la logia (cada una 4 £).

### Escultura

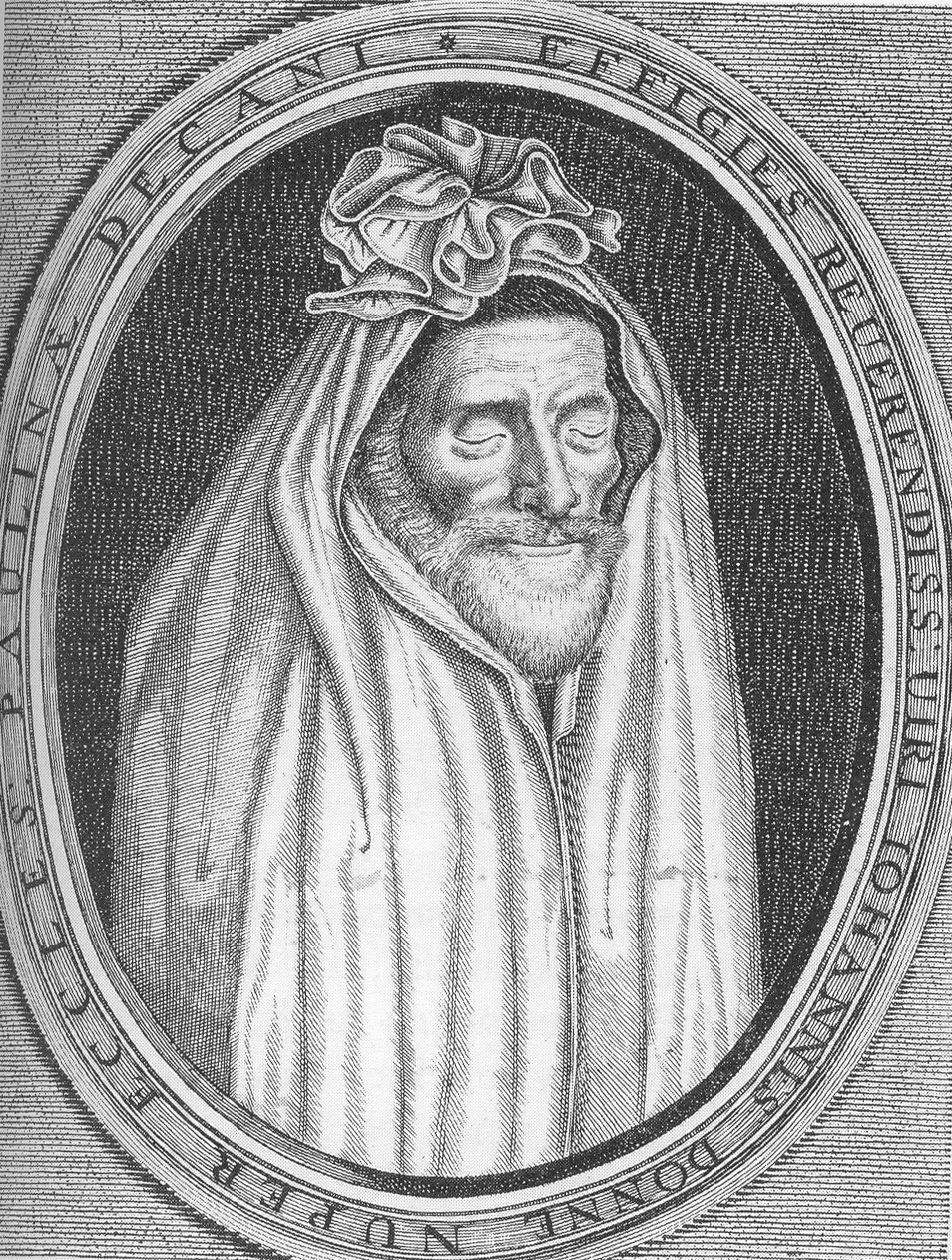
El poeta John Donne posó para su tumba antes de morir; Nicholas Stone grabó su efigie en 1631 para la Abadía de Westminster

Mientras el taller de Stone en Londres recibió encargos para esculturas de los jardines, incluyendo tal vez las esculturas en la gruta de Isaac de Caus en la Abadía de Woburn, recientemente atribuidas a Nicholas Stone, y para artículos domésticos, como son puertas y chimeneas, la gran mayoría de las esculturas de Stone supervivientes son monumentos funerarios, y es a partir de ellos que se juzga la calidad de su escultura hoy. Stone estuvo fuertemente influenciado por la nueva moda clasicista para el arte, derivada del Renacimiento italiano y los romanos mármoles Arundel,  y esto se refleja en dos de sus obras, ambos en la Abadía de Westminster , el monumento a Sir John Holles y su hermano Francis, ambos vestidos con armaduras romanas que traslucen la influencia clásica, algo nuevo para la Inglaterra de la época. Se ha dicho que hasta ese momento la escultura en Inglaterra se parecía a la descrita por la Duquesa de Malfi: "la figura cortada en alabastro se arrodilla ante la tumba de mi esposo."
El gusto por el realismo, en parte producto de su formación en los Países Bajos, está presente en la tumba de suelo de Sir William Curle (fallecido en 1617) de la iglesia de Hatfield, Herefordshire; Sir William es esculpido tumbado en su tumba vestido, con las rodillas flexionadas en su última agonía: «en su realismo triste y conmovedor [observa Colin Platt], produjo un choque cultural al menos igual al de Whitehall Banqueting House».

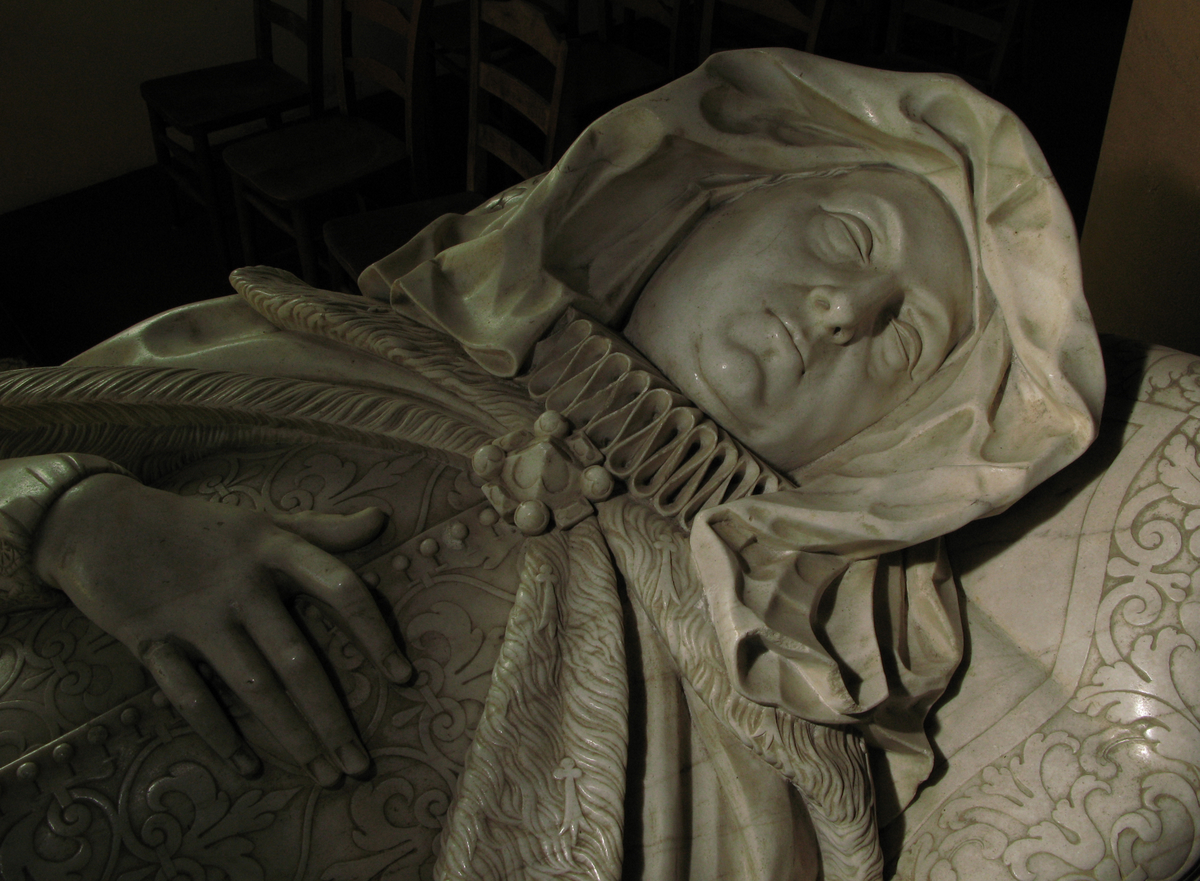
Efigie de Lady Elizabeth Carey

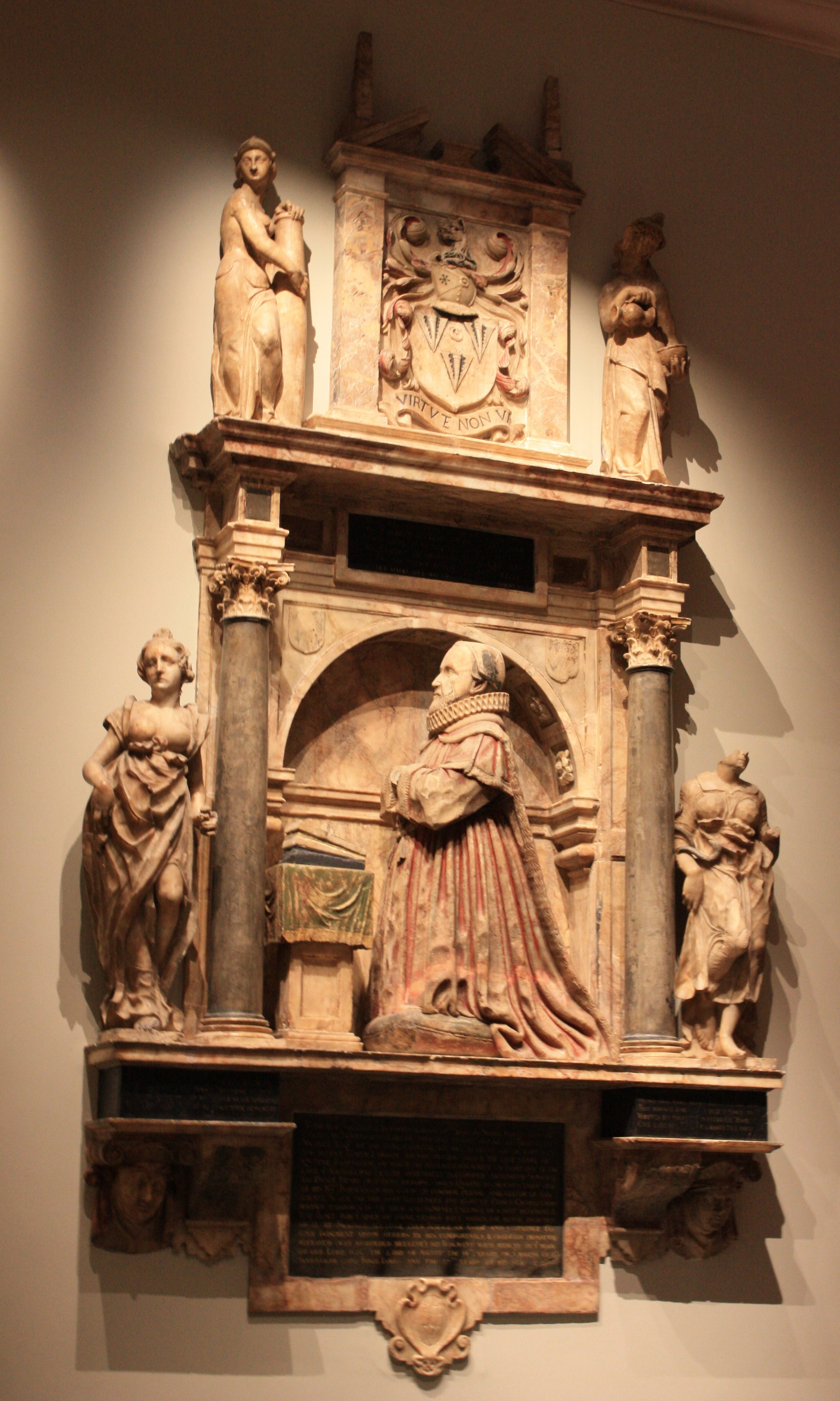
monumento de Sir Augustine Nicolls (1616)

Dos destacados monumentos funerarios son las tumbas en caja de Stone en la Abadía de Westminster que sirvieron como modelo mucho después en el siglo XVIII para algunos monumentos en la metrópoli y en la nación: fueron producidos para Sir George Villiers y su esposa, la condesa de Buckingham (hacia 1631), y para Lionel Cranfield, conde de Middlesex, y su esposa (posterior a 1638).
El monumento de Stone para el Dr John Donne de 1631, en la Catedral de San Pablo de Londres se ha considerado como el más notable. Representa al poeta, de pie sobre una urna, vestido con un sudario, pasando por el momento del juicio. Esta descripción, idea de Donne, fue esculpida a partir de una pintura para la que el poeta había posado.
Otra de las mejores obras de Stone es la efigie de Elizabeth, Lady Carey en la parroquia civil de las Nueve Iglesias de Stowe, Northamptonshire, es considerada una de sus piezas maestras.  Además otros ejemplos conservados de sus monumentos a los muertos son los dedicados a: Sir Francis Vere, conde de Middlesex; Sir Dudley Digges en la iglesia de Chilham , Kent; Henry Howard, primer conde de Northampton, en el Castillo de Dover (trasladado a Greenwich); Sir Thomas Sutton, en London Charterhouse (con Janssens); Sir Robert Drury en la iglesia de Hawstead , Suffolk; Sir William Stonhouse en la iglesia de Radley, Berkshire(actual Oxfordshire); Sir Thomas Bodley en el Merton College, Oxford (1612-mayo de 1615), con su busto en un nicho ovalado flanqueado por dos columnas de libros apilados; Thomas Knyvet, primer Barón Knyvet, en Stanwell, Middlesex (1623); Sir William Pope, en la iglesia de Wroxton, cerca de Banbury; Sir Nicholas Bacon, en la iglesia de Redgrave, Suffolk (con Janssens), el compositor Orlando Gibbons, en la Catedral de Canterbury (1626); y Sir Julius Caesar, en St Helens, Bishopsgate.; el monumento de pared de Sir Augustine Nicolls (1616) en el Victoria and Albert Museum de Londres.
De la escultura no funeraria de Stone queda muy poco: una chimenea, de 1616, en el Priorato de Newburgh que representa deidades mitológicas de pie en bajorrelieve, dos estatuas arruinadas del jardín en Blickling Hall y una colección de estatuas en buen estado en Wilton House. Las estatuas de Wilton House, como las de Woburn, indican la estrecha relación de trabajo que Stone tuvo tanto con Iñigo Jones como con Isaac de Caus, ambos trabajaron en el diseño de Wilton.

### Puerta de agua de la Casa de York

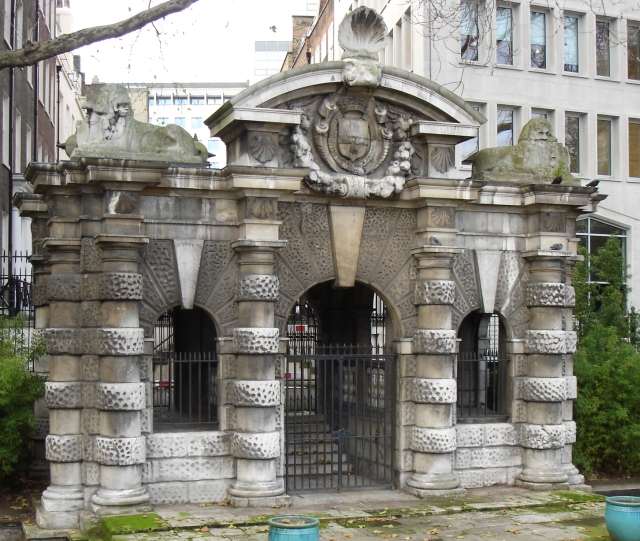
York House Water Gate, a menudo se atribuye a Stone. Realizada bajo la influencia de los dibujos de puertas rústicas de Serlio en el, que se burla de todas las convenciones de la arquitectura clásica.

La Casa York, Londres, fue una de las grandes casas de la aristocracia que bordeaba el río Támesis durante el siglo XVII. Durante la década de 1620 fue adquirida por el favorito del rey George Villiers, primer duque de Buckingham. El duque reconstruyó y modernizó la casa y , en  1623, encargó la construcción de una puerta de agua para acceder al Támesis desde los jardines, en aquella época el río era un buen medio transporte en Londres. Con la Banqueting House es uno de los escasos recuerdos supervivientes en Londres del estilo italianizante de la corte de Carlos I. El diseño de la puerta de agua ha sido atribuido a Stone. De todos modos, como el de la Banqueting House el diseño de la puerta de agua ha sido también atribuido a Inigo Jones, con Stone ejerciendo sólo como constructor. Ha sido atribuida también al diplomático y pintor Sir Balthazar Gerbier
El parecido de la arquitectura con la Puerta Danby (ver abajo) y su audaz estilo vermiculado diseño rústico a la manera de Sebastiano Serlio indican que el diseño parte de la misma mano.

Actualmente, del complejo de la Casa York sólo perdura la puerta de agua: la casa fue demolida en 1670 y el espacio convertido en la Villiers Street. La creación de las  Terrazas del Támesis en el siglo XIX causó el aislamiento de la puerta 150 metros desde el río.

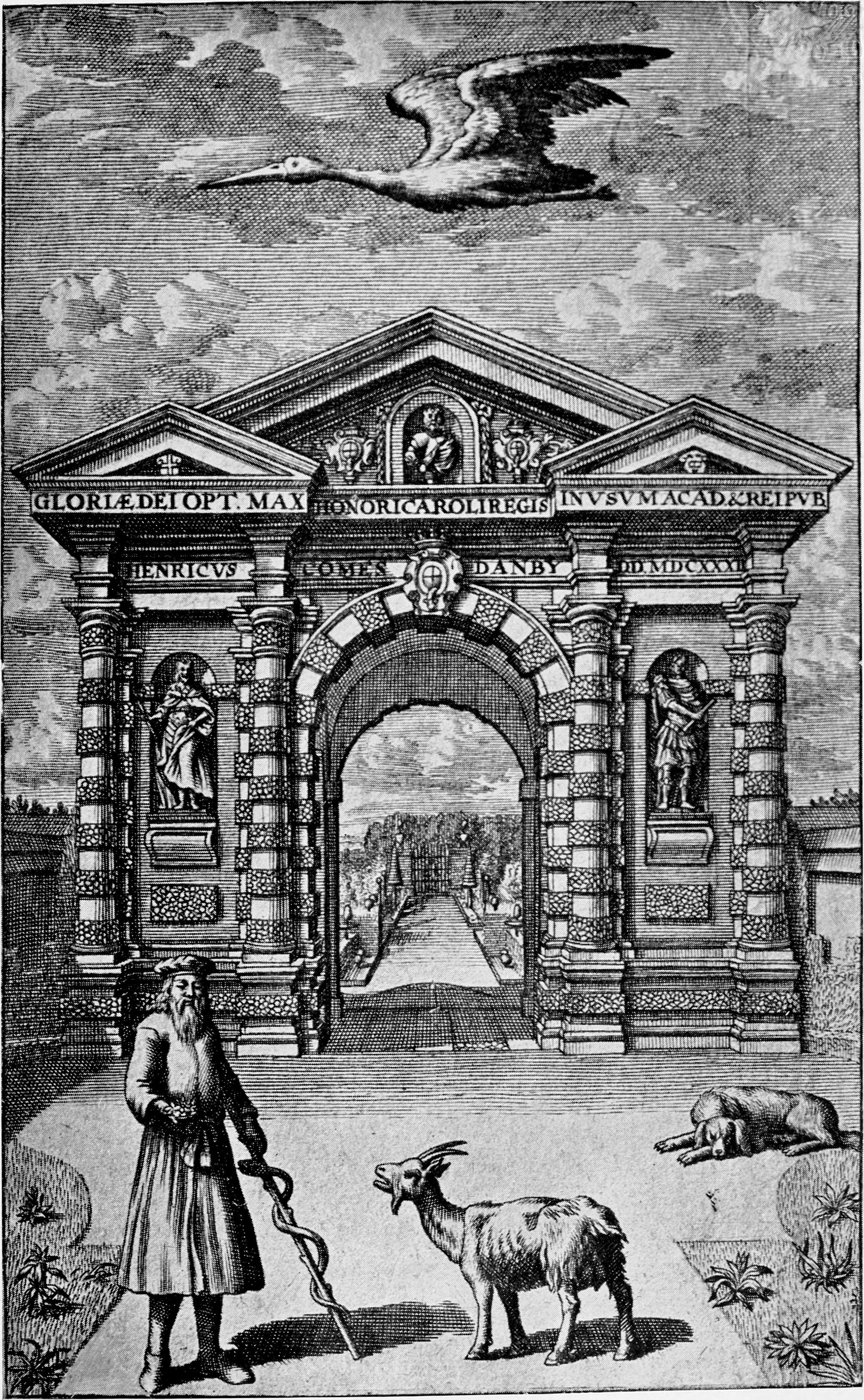
El pórtico Danby del Jardín Botánico de la Universidad de Oxford construido en 1633.

La puerta de agua fue restaurada en la década de 1950.

#### El Pórtico Danby , Oxford
El pórtico Danby del Jardín Botánico de la Universidad de Oxford es una de las tres entradas al parque diseñado por Nicholas Stone entre 1632 y 1633. En este arco profusamente adornado, Stone hizo caso omiso de la nueva y sencillo estilo clásico de Palladio en ese momento de moda, y que acababa de ser introducido a Inglaterra desde Italia por Íñigo Jones, y se inspiró en una ilustración del libro de arcos de Serlio.
El pórtico se compone de tres tramos, cada uno con un frontón. El tramo más grande y central, que contiene el arco vacío con su frontón más grande se encuentra en un plano posterior,  parcialmente oculto por los frontones de acompañamiento de las tramos laterales más pequeños adelantados.
El trabajo de piedra está muy decorado , en él se alternan el almohadillado y la piedra labrada lisa. Los frontones de las naves laterales son sostenidos aparentemente por columnas circulares que enmarcan los nichos, continentes de las estatuas de Carlos I y Carlos II en pose clásica. El tímpano del frontón central contiene un nicho segmentado con un busto de Henry Danvers, Primer Conde de Danby, quien fundó el jardín en 1621 y encargó la puerta.

### Pórtico de la Iglesia de Santa María la Virgen,  Universidad de Oxford

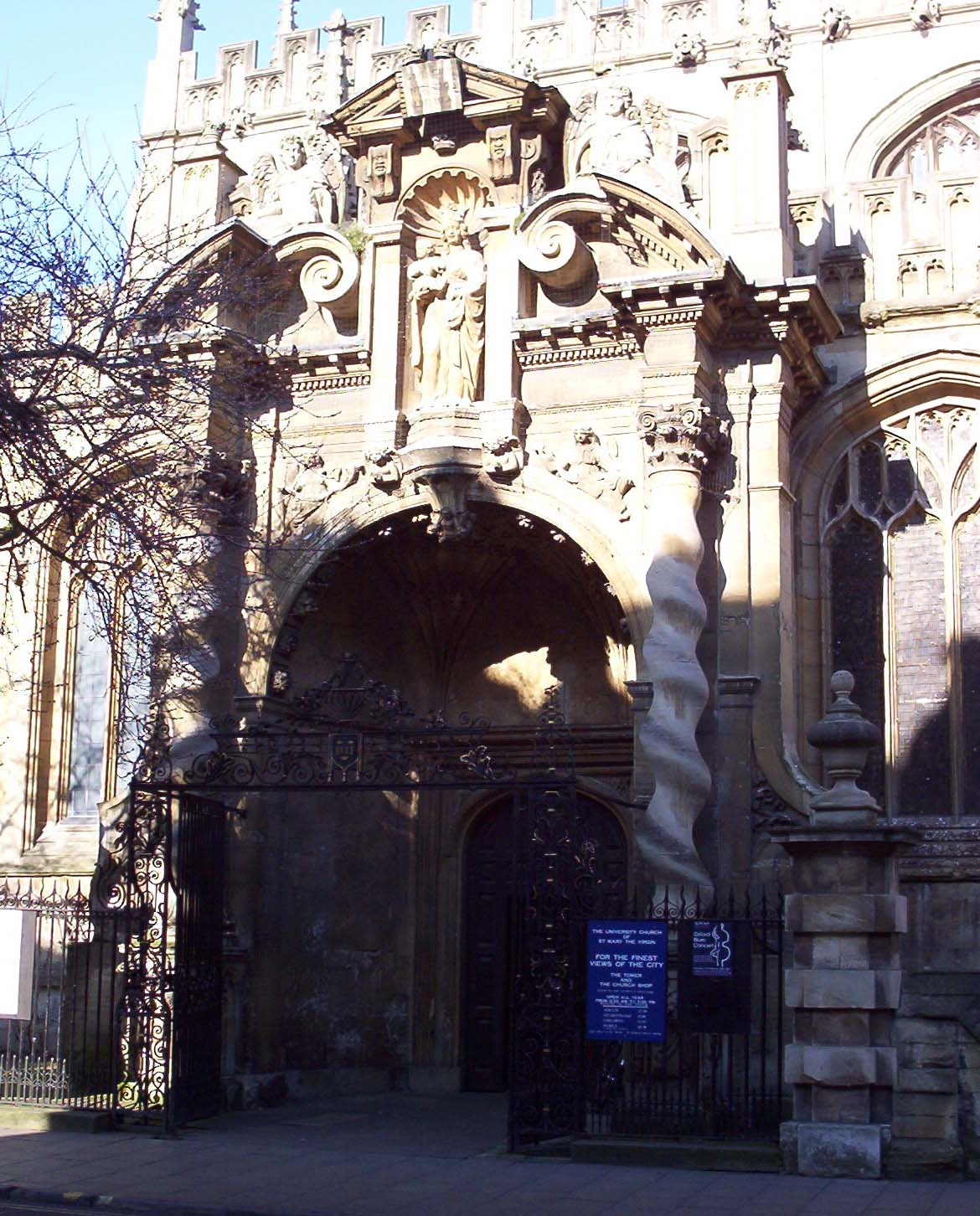
Pórtico barroco de Nicholas Stone en la Iglesia de Santa María la Virgen, Oxford. Diseño de 1637.

En 1637, Stone diseñó un nuevo pórtico de entrada para la Iglesia universitaria de Santa María la Virgen, en Oxford, siendo este uno de sus trabajos más espectaculares en estilo barroco europeo. El pesado pórtico barroco es muy diferente a las formas que el estilo tuvo más tarde en Inglaterra. Un gran frontón desplazado con el apoyo de un par de enormes columnas salomónicas, una característica arquitectónica antigua, recuperada en Italia como una característica del barroco, y utilizada sobre todo, como Stone probablemente sabía, en el baldaquino de la Basílica de San Pedro en Roma, que había sido completado por Bernini sólo cuatro años antes.
El obvio diseño europeo, y por lo tanto católico, del portal causó más tarde problemas al patrón de la obra, el arzobispo Laud, porque en el centro del frontón desplazado se colocó una estatua de la Virgen y el Niño, una composición considerada como idolatría católica, y más tarde utilizada contra el arzobispo en su juicio por traición en 1641 después de la gran Remostrancia. Hoy en día, la estatua todavía lleva los agujeros de bala de cuando fue tiroteada por los soldados de Cromwell.

### Salón de los Orfebres
Stone diseñó y construyó el Salón de los Orfebres, en  Foster Lane, entre 1635 y 1638, que sirve de ejemplo para mostrar la manera en las ideas arquitectónicas de Iñigo Jones se diseminaron en Inglaterra. El propio Jones aconsejó a la Compañía de los Orfebres no remodelar la antigua estructura medieval sino construir una nueva. Fue reconstruido después del  Gran incendio de Londres de 1666.
El nombramiento de Stone como agrimensor a cargo de todos los trabajadores en el diseño y construcción de la nueva sala, se produjo después de que un comité de la Compañía votase sobre los planes de competitividad que ofrecieron ad hoc diferentes asociaciones de obreros, este proceso parece ser la primera ocasión , aparte de las Obras del Rey,  en que un  inspector , predecesor del arquitecto, fue contratado para supervisar cada detalle, un proceso que parece haber sido desconocido para los miembros de la Compañía de los orfebres.
El acta oficial de la Compañía recoge que los dibujos detallados, trazados por Inigo Jones, que elaboró, no solamente los planos del edificio la calle y las elevaciones del entorno también la poterna de la puerta grande en Foster Lane y patrones para los techos, zócalos, y paredes en la Gran Sala y los frisos de las paredes en la sala y la gran sala por encima de ella . Su vigilancia sobre los operarios que se encontraban trabajando en una nueva manera, a la que su aprendizaje no les había acostumbrado, se puede percibir en su notación relativa a Cornbury Park, donde proporcionó a los obreros todos los moldes y perfiles correctamente clásicos para su moldeo para los carpinteros y yeseros. Sus honorarios de 1000 £ sugirieron a John Newman que además de su tranbajo de albañil desempeñó una intensa labor de supervisor.
La distribución de las ventanas de la fachada principal del Salón muestran que Stone se adelantó a su tiempo, las ventanas pequeñas indica la existencia de habitaciones intermedias , como las que existen en Easton Neston y Kinross, la distribución de estas pequeñas habitaciones, cuartos de sirvientes y habitaciones para el desahogo de las necesidades fisiológicas no fueron comunes en la arquitectura de Inglaterra hasta la llegada del breve periodo Barroco, que comenzó en la década de 1690 . Cuando la servidumbre fue desplazada a sus propias habitaciones en lugar de compartir el espacio con sus patrones. Este fue un importante hito en el diseño del espacio doméstico en Inglaterra. Otra característica destacada del barroco de la Sala de los Orfebres es el porche , en lugar de un pórtico como los de Palladio, parecido , pero más moderado en el diseño que el de Santa María la Virgen en Oxford, es coronado por un frontón partido - de nuevo, una fuerte característica del barroco.
El salón de los Orfebres de Stone ardió en el Gran Incendio de Londres, reconstruido , y finalmente demolido en 1829.

### Atribuciones arquitectónicas de Lesser
Stone también diseñó la Capilla Digges , en la iglesia de Chilham, en Kent, para Sir Dudley Digges que daba cobijo a su monumento de Lady Digges (1631, destruido); Cornbury House, Oxfordshire, parcialmente reconstruido por Stone 1632-33 (con cambios); Copt Hall, Essex, 1638-39 (demolido en 1748).

## Vida privada y pública
Stone se casó con Mayken de Keyser, la hija de su maestro constructor , Hendrik de Keyser. Un año después de su matrimonio   Stone regresó a Inglaterra con su esposa , asentándose en la parroquia de St Martin-in-the-Fields, Westminster, donde ellos residieron el resto de su vida. El matrimonio tuvo tres hijos: John (1620-1667), escultor; Henry (1616-1653) un artista reconocido por sus copias de Van Dyck,  y Nicholas (1618-1647), escultor, que trabajo a las órdenes de  Bernini en Roma.
El inicio de la Guerra Civil puso fin a la carrera de Stone, sufriéndola personalmente. Como Íñigo Jones, fue visto por los  Puritanos como arquitecto real; su hijo, John, luchó a favor de los Realista durante la guerra civil. Según una presentación al rey Carlos II, en 1690 (- 1660?) Después de la restauración, Stone había sido "secuestrado, saqueado y encarcelado" por su lealtad a la corona.

## Legado
Nicholas Stone falleció en Long Acre, Londres, el 24 de agosto de 1647, y fue sepultado en la iglesia parroquial de St Martin-in-the-Fields. La lápida mortuoria esculpida, del escultor que había creado tantas otras lápidas para otros, se ha perdido; solamente un dibujo de ella (Imagen) nos indica su aspecto.
Irónicamente, a pesar de ser Maestro Constructor de la Corona, y sus revolucionarias obras conmemoran a los personajes más eminentes y están presentes en los edificios más destacados del país, Stone fue tomado siempre como un artesano, y tuvo ese estatus. Fue su rival contemporáneo y menos capacitado, el escultor francés Hubert Le Sueur, trabajando en bronce, el que variase la situación del escultor desde el artesano al artista.
Evaluado hoy, la arquitectura de Stone combina el clasicismo sofisticado de Jones con un tosco artesano manierismo popular en su momento. Las conclusiones del historiador de la arquitectura, Howard Colvin, acerca de la obra de Stone dice que : "en parte absorbió el nuevo clasicismo de Iñigo Jones, pero sin aceptar su disciplina completa y sin rechazar algunas formas del Manierismo o trazos barrocos que había aprendido en Londres y Amsterdam. El resultado fue una arquitectura clásica vernácula, de la que lamentablemente poco queda hoy en día".  Stone, como arquitecto, fue a la vanguardia de la modernidad, su obra es de estilo barroco, mientras que Iñigo Jones sigue promoviendo el Palladianismo; enfrentado con la moda de ese momento, tuvieron que pasar cincuenta años tras la muerte de Stone hasta la edificación de Chatsworth House de William Talman, finalizada en 1696, que iba a ser aclamada como la primera casa barroca de Inglaterra, mientras que la más auténtica casa barroca de Inglaterra, el  Castillo de Howard, no se terminó hasta 1712.